# Poophylax falklandica
Poophylax falklandica es una especie de coleóptero de la familia Salpingidae.

## Distribución geográfica
Habita en las islas Malvinas.